# ماهامان ترائوره
ماهامان ترائوره (انگلیسی: Mahamane Traoré؛ زادهٔ ۳۱ اوت ۱۹۸۸) بازیکن فوتبال اهل مالی است.
از باشگاه‌هایی که در آن بازی کرده است می‌توان به باشگاه فوتبال متس و باشگاه فوتبال نیس اشاره کرد.
وی همچنین در تیم‌های ملی فوتبال زیر ۱۷ سال مالی و مالی بازی کرده است.